# Conanthalictus namatophilus
Conanthalictus namatophilus är en biart som beskrevs av Timberlake 1961. Conanthalictus namatophilus ingår i släktet Conanthalictus och familjen vägbin. Inga underarter finns listade i Catalogue of Life.